# Super Monkey Ball Jr.
Super Monkey Ball Jr. est un jeu vidéo de plates-formes développé par Realism Ltd et édité par THQ et Sega. Il est sorti en 2002 sur Game Boy Advance. Le jeu a été porté sur N-Gage sous le nom de Super Monkey Ball.

## Gameplay
Le jeu se joue en utilisant la croix directionnelle de la console (Gba ou Ngage) pour incliner le niveau ce qui aura pour effet de faire rouler le joueur .

## Accueil
- GameSpot : 8/10[1]